# 黒田綾山

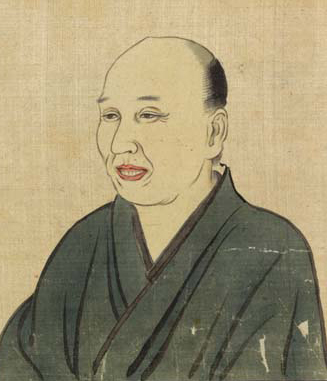
大野文泉筆 黒田綾山肖像（46歳） 『近世名家肖像』

黒田 綾山（くろだ りょうざん、宝暦5年（1755年） - 文化11年4月21日（1814年6月9日））は江戸時代中期後期の文人画家。
名は良・良甫、字は亮輔・忠良、号は綾山のほかに起雲道人など。讃岐高松（現・香川県高松市）出身だが、備中玉島に移住し、岡山県域の文化集団の基礎を築いた。

## 略伝
高松田町の町家に生まれる。幼少の頃から読書と画を好んだという。最初の画の師は江戸の幕臣にして狩野派画家・加藤文麗だったという。やがて池大雅に私淑して21歳（安永4年・1775年）のとき、大坂に出て大雅の高弟・福原五岳に入門。同門の林閬苑と親友となる。
26歳（安永9年・1780年）のとき備中玉島に遊歴し、売画をして暮らし、土地の人々と親交を結ぶ。その後、山陽道・讃岐・京坂など諸国を遍歴したが、天明5年（1785年）再び玉島に戻ると永住を決意。当時、天領であった玉島は海運を中心に商業が発達し商人の町として活気があった。居宅を起雲屈と命名して画を以て生計を立てた。天明の飢饉のときは窮民に自らの画を与えて援助した。最初の妻に先立たれたが、再婚し44歳を過ぎてから2女を儲ける。次第に画業の名声が高まり、丹波亀山藩に絵師として招聘されるが、これを固く辞退。それでも亀山藩からは厚遇され終生俸禄が支給されている。家庭では次女を3歳で亡くし、妻も早世する不幸に見舞われた。
綾山は明・呉派の銭貢の画風を敬慕。若き日の田能村竹田は綾山に画の批評を請うたという。書風は大雅に傾倒し独自の書風をもった。詩文を能くし和歌も詠んだ。菅茶山・西山拙斎・頼春水・皆川淇園・横溝藿里・福武光重など名だたる文人と交友した。
60歳にて病没。墓所は岡山県倉敷市玉島の竹浦共同墓地にある。法名「崇高綾山居士」。
門人の岡本綾江は綾山没後に建碑の企て大坂の儒者・篠崎小竹に撰文を依頼したのだが、資金難から永らく碑を建てられずにいた。しかし、白神皞々に師事した富商・中原国華が中心となって費用を捻出し、綾山没後34年後にあたる嘉永元年（1848年）ようやく丸山高運寺に「綾山黒田翁之碑」が建てられた。

## 門弟
- 白神皞々
- 岡本豊彦
- 小野雲鵬
- 岡本綾江
- 守屋中岳

## 作品
| 作品名           | 技法         | 形状・員数     | 寸法（縦x横cm）                            | 所有者               | 年代                | 落款・印章                                 | 備考             |
| ---------------- | ------------ | -------------- | ------------------------------------------ | -------------------- | ------------------- | ------------------------------------------ | ---------------- |
| 繊手抱細児図     |              |                |                                            | 菅茶山記念館         |                     |                                            | 西山拙斎賛       |
| 楼閣山水図       | 紙本墨画淡彩 | 六曲一隻       | 120.2x285.2                                | 遍照院               | 天明2年（1782年）   |                                            |                  |
| 待雲宏潤肖像図   | 絹本著色     | 1幅            | 91.2x39.4                                  | 待雲寺               | 天明4年（1784年）頃 |                                            | 密成僧敏賛       |
| 祖谷鳴瀧図       | 紙本著色     |                | 123.6x58.0                                 | 香川県立ミュージアム |                     |                                            |                  |
| 西園雅集図       |              |                |                                            |                      | 寛政元年（1789年）  |                                            |                  |
| 十二支図         |              |                |                                            |                      |                     |                                            | 澄月賛           |
| 唐人物図屏風     |              | 六曲一双       |                                            | 倉敷市立美術館       |                     |                                            |                  |
| 蝦蟇仙人図       | 絹本墨画     | 1幅            | 110.81x38.1                                | ミネアポリス美術館   |                     | 款記「稜山寫」                             |                  |
| 蝦蟇鉄拐図       | 紙本墨画淡彩 | 二曲一隻押絵貼 | 蝦蟇図：134.14x56.67、鉄拐図：133.99x56.67 | ミネアポリス美術館   |                     | 款記：蝦蟇図「稜山」・鉄拐図「南海稜山寫」 |                  |
| 桃源郷図         |              |                |                                            | 岡山県立博物館       | 享和元年（1801年）  |                                            | 頼春水賛         |
| 天台山全景図屏風 | 紙本墨画淡彩 | 六曲一双       | 165.0x351.8（各）                          | 玉島円乗院           | 享和3年（1803年）   |                                            |                  |
| 群鶴図           |              |                |                                            | 玉島円通寺           |                     |                                            |                  |
| 寿老人図         |              |                |                                            | 玉島清瀧寺           | 文化2年（1805年）   |                                            |                  |
| 乱菊水墨図       |              |                |                                            |                      |                     |                                            | 菅茶山賛         |
| 魏仲先像         | 絹本著色     | 1幅            | 106.3x43.2                                 | 浅口市教育委員会     |                     |                                            | 浅口市指定文化財 |
| 張僧繇座像       | 陶製         |                |                                            |                      |                     |                                            |                  |

## 脚註
1. ↑  古城 p74
2. ↑  綾山の号は故郷高松の西にある山「綾の松山」に因むという。
3. ↑  古城（1983）p.38。
4. ↑  同時期、良寛も修行のため滞在しているが、2人の交渉はなかったようだ。